# 怒江大桥 (大瑞铁路)
怒江大桥是中国云南省大瑞铁路保山至瑞丽段的一座铁路桥，位于施甸县与龙陵县交界，跨越怒江，距离下游的惠通桥约1公里，钢桁拱桥主跨490米，全长1024米，桥面高出江面211米。该桥于2016年1月24日开工建设，2019年12月30日主体建成，是世界跨度最大的铁路拱桥。